# كارلوس فيجليو
كارلوس فيجليو (بالإسبانية: Carlos Veglio) هو لاعب كرة قدم أرجنتيني في مركز الوسط، ولد في 27 أغسطس 1946 في بوينس آيرس في الأرجنتين. شارك مع منتخب الأرجنتين لكرة القدم. أما مع النوادي، فقد لعب مع بوكا جونيورز وخميناسيا خوخوي وديبورتيفو إسبانول وسيرو بورتينيو وكلوب ليون ونادي سان لورينزو.

## وصلات خارجية
- كارلوس فيجليو على موقع الاتحاد الأوربي (الإنجليزية)
- كارلوس فيجليو على موقع قاعدة بيانات كرة القدم.إي يو (الإنجليزية)
- كارلوس فيجليو على موقع ناشيونال فوتبول تيمز (الإنجليزية)
- كارلوس فيجليو على موقع عالم كرة القدم.نت (الإنجليزية)